# Adina Ioana Vălean
Adina Vălean (n. 16 februarie 1968, Țintea, Prahova, România) este un politician român, comisar european pentru transporturi în comisia von der Leyen din decembrie 2019 până în 2024. A fost președinte al Comisiei pentru industrie, cercetare și energie a Parlamentului European începând cu iulie 2019, din partea Grupului Partidului Popular European (PPE). Este membru al Parlamentului European din 2007, odată cu aderarea României la Uniunea Europeană. Adina Vălean a fost deputat în legislatura 2004-2008 ales pe listele PNL, dar la data de 30 noiembrie 2007 a demisionat pentru a ocupa locul de deputat în Parlamentul European.

## Studii și începuturile în politică
Este matematician de formație, cu studii postuniversitare în Conducerea Securității și Apărării Naționale și un master de Studii de integrare europeană și securitate. Până în 1997 a fost profesor de matematică. În 1997 a devenit director pentru relația cu Direcțiile Județene pentru Tineret și Sport și ONG de tineret în Ministerul Tineretului și Sportului. Din 1999 până în 2001 a lucrat în organizații non-guvernamentale, ca director de programe al Asociației Române pentru Libertate și Dezvoltare și ca director general al Fundației “Institutul pentru Liberă Inițiativă”. A intrat în PNL în 1999.
Între 2000 și 2002 a fost secretar general al Tineretului Naționl Liberal. În 2002 a devenit membru al Biroului Permanent al PNL (sector 1) și secretar al Comisiei PNL pentru mediul de afaceri, privatizare și politici concurențiale. În 2006 a fost aleasă vicepreședinte al PNL Prahova. De asemenea, în 2000 a fost director executiv adjunct al campaniei electorale pentru alegerile generale, iar în 2004 a fost implicată în programe de sprijin în campania pentru alegerile locale. Între 2004-2006 a fost deputat în Parlamentul României, circumscripția Călărași.

## În Parlamentul European
Aleasă în Parlamentul European în data de 7 iunie 2007 pe lista Partidului Național Liberal,, Adina Vălean a fost membru în Comisia pentru industrie, cercetare și energie, Comisia temporară pentru schimbările climatice, Delegația pentru relațiile cu țările din Europa de Sud-Est și membru supleant în Comisia pentru libertăți civile, justiție și afaceri interne.
Adina Ioana Vălean a fost vicepreședinte al Alianței Liberalilor si Democraților pentru Europa (ALDE – grupul liberal). În cele nouă luni până în martie 2010 a participat la 24 din cele 37 de ședințe în plen. În perioada menționată a pus două întrebări, a avut două propuneri de rezoluție, cinci intervenții plenare, două amendamente și a elaborat un raport..
Una dintre cele mai importante preocupări pe care le-a avut în primul mandat în calitate de europarlamentar a fost libera circulație a cetățenilor țărilor UE, chestiune foarte importantă pentru români. A fost raportor al Directivei nr. 38/2004 privind dreptul la liberă circulație, raport care monitorizează implicit cazurile de discriminare care apar în unele țări UE ca urmare a unei legislații naționale neconforme cu cea europeană. Europarlamentarul liberal a luat poziție în toate dosarele care vizau direct interesele României (moțiunea cu privire la reluarea adopțiilor internaționale, raportul cu privire la centrele de detenție CIA, dar și cel cu privire la reglementarea tarifelor de roaming).

### Lupta cu roamingul
În aprilie 2009, Parlamentul European a adoptat raportul Adinei Vălean referitor la reducerea de la 1 iulie 2009 a tarifelor maxime în cazul trimiterii de mesaje text și descărcării de date de pe Internet în regim de roaming.
Astfel, raportul garantează consumatorilor europeni că nu vor plăti mai mult de 0,11 euro/SMS (plus TVA) în regim de roaming în UE. Reducerea este semnificativă, având în vedere că, în prezent, tarifele sunt cuprinse între 0,80 și 0,28 de euro (plus TVA). 
Tariful propus pentru descărcările de date de pe internet este de 0,5 euro/megabyte, la jumătate din cel propus de Comisia Europeană.
Convorbirile telefonice în regim de roaming vor costa 0,40 euro (plus TVA) în cazul apelurilor efectuate și 0,16 euro (plus TVA) pentru apelurile primite, în perioada iulie 2010 - mijlocul lui 2012 după care vor fi renegociate.

### Vicepreședinte al ALDE
În aprilie 2007, Adina Vălean a devenit vicepreședinte al grupului ALDE din Parlamentul European. Propunerea făcută de liderul ALDE, Graham Watson, a fost votată în unanimitate de colegii din grup.
Adina Vălean susține că "vicepreședinția unui grup politic în Parlamentul European reprezintă o oportunitate, dar și o responsabilitate suplimentară. Oportunitate, pentru că astfel vocea României se aude mai bine la nivelul înalt al unui for de decizie european, dar și responsabilitate pentru că așteptările românilor pot fi confirmate prin implicarea mea în activitatea grupului.
Grupul ALDE a sprijinit România în toate momentele cheie ale procesului de aderare și continuă să o facă, de la raportul de țară până la tarifele pentru roaming. Sunt încrezătoare că poziția de vicepreședinte îmi va permite ca împreună cu colegii mei să apărăm mai bine interesele României în dosarele complexe de la nivelul Uniunii Europene și să contribuim la promovarea unei imagini a României ca și contribuitor important la proiectul european".

### Vicepreședinte al Parlamentului European
Între 2014-2017, Adina Vălean a fost vice-președinte al Parlamentului European, din partea Grupului Partidului Popular European (PPE). A fost membru al Comisiei pentru industrie, cercetare și energie și membru al Delegației pentru relațiile cu Statele Unite ale Americii, precum și membru supleant în Comisia pentru comerț international. Proiectele ei s-au axat pe telecomunicații, energie și industrie. Activitatea sa din acea perioadă s-a concentrat pe două inițiative majore ale Comisiei Europene: Piața Unică Digitală și Uniunea Energetică.
Ca membru al Comisiei pentru comerț internațional, Adina Ioana Vălean a fost implicată îndeaproape în negocierile pentru Acordul Transatlantic, ale cărui beneficii le-a susținut de la început. Cu un angajament puternic față de economia digitală, antreprenoriat și inovare, a fost aleasă în board-ul Forumului European pentru Internet, precum și în board-ul platformei knowledge4innovation. Adina Vălean este co-președinte al Forumului pentru mobilitate și societate, în cadrul căruia promovează competitivitatea industriei auto europene.

### Președinte de Comisii parlamentare
În ianuarie 2017, este aleasă președinte al Comisiei pentru mediu, sănătate publică și siguranță alimentară (ENVI), devenind astfel primul eurodeputat român care deține o asemenea funcție importantă. În timpul mandatului de președinte al comisiei ENVI, s-au votat, s-au negociat și s-au adoptat cele mai importante proiecte legislative în perspectiva limitării emisiilor de CO2 la vehicule, pachetul de economie circulară și strategia privind plasticul de unică folosință. Adina Vălean a reprezentat Parlamentul European în negocierile interinstituționale cu Consiliul Uniunii Europene și Comisia Europeană, precum și la diverse conferințe mondiale până la încheierea mandatului de președinte în iulie 2019.
La alegerile europene din mai 2019, a obținut un nou mandat. Din iulie 2019 a fost aleasă președinte al Comisiei pentru industrie, cercetare și energie.

### Comisar european pentru transporturi
Din decembrie 2019 până în 2024 Adina Vălean a fost comisar european pentru transporturi în comisia von der Leyen.

## Viață personală
Adina Vălean este căsătorită cu Crin Antonescu și are un copil.